# 覃聖敏
覃聖敏（1945年12月25日—2012年4月6日），壯族，广西上林人，民族學家、壯族史學家，八桂学派人物，以研究左江流域花山崖壁画，以及壯族与泰国泰族同源著名。。

## 生平
1964年9月就读于北京大学历史系考古专业。1973年5月，在广西博物馆文物工作队工作。1985年3月，调到广西民族研究所工作。从1992年10月起，享受国务院特殊津贴；主要从事文物考古、民族文化方面的学术研究工作，主编或与人合作出版专著10多部，发表论文60多篇。
在广西博物馆工作时，和中国科学院古脊椎动物与古人类研究所的专家，在武鸣甘圩和巴马所略发现新的巨猿牙齿化石，使全世界的巨猿化石地点增加了2个；参加过平乐银山岭战国墓、贵港一号汉墓等重要考古发掘工作；主持隆安大龙潭大石铲遗址的发掘工作；独撰《秦代象郡考》一文，1983年发表在上海复旦大学主办的《历史地理》第三辑上，并于1984年获广西社会科学研究优秀成果三等奖；1984年主编《古南越国史》，1988年由广西人民出版社出版，并于1990年获广西社会科学研究优秀成果三等奖；1984年参加广西师范大学组织的《广西通史》编写工作，本人负责秦汉至南朝部分，1985年完稿，作为广西师大教材油印，后于1999年由广西人民出版社出版，并于2002年获广西社会科学研究优秀成果一等奖。
1985年主持了左江流域的崖壁画野外调查工作，主编了专著《广西左江流域崖壁画考察与研究》，由广西民族出版社出版，并于1987年获广西社会科学研究优秀成果二等奖。1988年，组织《广西左江流域崖壁画展览》，在中国历史博物馆（今国家博物馆）展出。这是首次在北京展出的广西历史文化专题展览。接着又与人合作，出版了《左江崖壁画艺术寻踪》，并于1993年获广西社会科学研究优秀成果二等奖。
1991年，撰写了《广西壮侗语诸民族的龙蛇观念研究》一文（日文），1992年收入日本亚细亚民族造形文化研究所编的《亚细亚的龙蛇——造形和象征》一书中。1992年春节期间，本人组织联系，与日本立教大学合作，对东兰的蚂拐节进行调查，并合作出版《广西东兰县兰阳村青蛙节调查报告书》（日文），扩大广西学术界与国外学术界的联系。立教大学的松平诚教授回到日本后，写了介绍东兰壮族农村的考察见闻，《参考消息》译载。这是广西壮族农村第一次登上《参考消息》。
1995-1996年，参加《壮族通史》的编撰工作，本人为副主编之一，并负责其中若干章的撰写。此书于1997年由民族出版社出版，并于1999年获广西社会科学研究优秀成果一等奖。
1990-2003年，由本人联系、组织、主持的与泰国艺术大学合作的《壮泰传统文化比较研究》的中泰合作项目，是本人费时费力最多的学术项目。该书分为五卷，约300万字，本人为中文版主编，于2003年12月由广西人民出版社出版，并于2004年获广西第八次社会科学研究优秀成果一等奖第一名。这个项目在泰国引起了广泛的反映，引起泰王室和民间的关注，许多人到广西投资。在壮泰合作项目实施期间，本人撰写《关于壮泰民族的起源问题——壮泰传统文化比较总论之一》、《壮泰民族传统文化基本特征的比较——壮泰传统文化比较总论之二》，分别发表在《广西民族研究》上，并分别于1999、2002年获广西社会科学研究优秀成果三等奖。

## 著作
1. 《古南越国史》，合著，广西人民出版社1988年。获1990年广西社会科学研究优秀成果三等奖。
2. 《广西左江流域崖壁画考察与研究》，合著，广西人民出版社1987年。获1987年广西社会科学研究优秀成果二等奖。
3. 《左江崖壁画艺术寻踪》，合著，广西人民出版社1992年。获1993年广西社会科学研究优秀成果二等奖。
4. 《壮泰语诸民族历史与文化资料译丛》，主编，《广西民族研究》1992年增刊。
5. 《广西东兰县兰阳村青蛙节调查报告书（日文版）》，中日合作项目，覃圣敏为中方主编，1993年。
6. 《壮族百科辞典》，副主编，广西人民出版社1993年。
7. 《壮族体质人类学研究》，覃圣敏策划，广西人民出版社，1993年。
8. 《壮族通史》，副主编，民族出版社1997年。获1999年广西社会科学研究优秀成果一等奖。
9. 《广西通史》，合著，覃圣敏负责秦汉至南朝部分，1985年完稿，作为广西师大教材油印，后于1999年由广西人民出版社出版。获2002年广西社会科学研究优秀成果一等奖。
10. 《壮泰传统文化比较研究》，主编，中泰合作项目，分为五卷，约300万字，覃圣敏为中文版主编，广西人民出版社，2003年12月版。获2004年广西第八次社会科学研究优秀成果一等奖第一名。
11. 《京族:广西东兴市山心村调查》，合著，云南大学出版社2004年。
12. 《东南亚民族—越南、柬埔寨、老挝、泰国、缅甸卷》，主编，广西民族出版社2006年。
13. 《上林覃氏宗族志》，主编，香港天马出版有限公司，2007年5月版。
14. 《骆越画魂:花山崖壁画之谜》，独著，广西人民出版社2009年。
15. 《大化瑶族自治县概况》，总纂之一，民族出版社2009年。
16. 《中国民族—汉族卷》，主编，广西民族出版社2012年。

## 主要论文

### 文物考古类
1. “广西南部地区新石器时代晚期的文化遗存”（集体名，本人执笔），《文物》（北京）1978年第9期。
2. “广西恭城长茶地南朝墓”（集体名，本人执笔），《考古》（北京）1979年第2期。
3. “广西新州旧石器调查”（集体名，本人执笔），《考古》（北京）1983年第10期。
4. “从桂林甑皮岩猪骨看家猪的起源”，《农业考古》（南昌）1984年第2期。
5. “汉初南越国的农业”（合作，本人主笔），《农业考古》（南昌）1985年第1期。
6. “广西花山崖壁画年代新证”（合作，本人主笔），《民族研究》（北京）1985年第6期。
7. “试论岭南中石器时代”（合作，本人主笔），《人类学学报》（北京）第4卷第4期，1985年。
8. 岭雒（本人笔名）：“左江流域崖壁画考察及学术讨论会纪要”，《广西民族研究》1986年第1期。
9. “广西左江崖壁画简论”（合作，本人主笔），《民族艺术》（南宁）1986年第2期。
10. “论左江崖壁画的年代”，《三月三》（南宁）1986年第4期。
11. “一组铜鼓铸纹的研究”（合作，本人主笔），收入《铜鼓和青铜文化的新探索——中国南方及东南亚地区古代铜鼓和青铜文化第二次国际讨论会论文集》，广西民族出版社，1993年。

### 史地类
1. “有关‘陆梁’的几个问题”，中华书局《文史》（北京）第二十四辑，1985年。
2. “南越君主名号小考”（译日稿），《广西民族研究》（南宁）1986年第2期。
3. “马援获得骆越铜鼓地点的商榷”，《印度支那》（南宁）1988年第1期。
4. “壮族地区的古代交通”，《广西民族研究》（南宁）1988年第3期。
5. “句町古史钩沉”，《广西民族研究》（南宁）1988年第3期。
6. “五岭辨正”，中华书局《文史》（北京）第三十二辑，1990年。

### 民族类
1. “仆鉴、独力解”，中华书局《文史》（北京）第二十三辑，1983年。
2. “二千五百年前壮族祖先的一首歌”，《民族文化》（昆明）1983年第3期。
3. “略谈古代汉语中的壮语”，《三月三》（南宁）1984年第1期。
4. “广西古代风俗杂考”《三月三》（南宁）1984年第4期。
5. “秦至南朝时期岭南民族及民族关系刍议”，《广西民族研究》（南宁）1987年第1期。
6. “左江崖画与壮族祖先崇拜”（合作，本人执笔），《世界宗教研究》（北京）1988年第3期。
7. “壮泰文化比较初识——访泰随思”，《广西民族研究》（南宁）1988年第4期。
8. “壮族春节习俗研究”，《广西民族研究》（南宁）1989年第3期。
9. “广西壮族的丧葬习俗”，《广西民族研究》（南宁）1989年第4期。
10. “广西壮侗语诸民族的龙蛇观念研究”（日文），收入日本亚细亚民族造形文化研究所编：《亚细亚的龙蛇——造形和象征》，东京，1992年。
11. “‘跳岭头’诸神考略”（合作，本人主笔），《民族艺术》（南宁）1992年第4期。
12. “竹文化与宗教习俗”（上），《广西民族研究》（南宁）1993年第4期。
13. “竹文化与宗教习俗”（中），《广西民族研究》（南宁）1994年第1期。
14. “关于壮泰民族的起源问题——壮泰传统文化比较总论之一”，《广西民族研究》（南宁）1998年第3期。此文于1999年获广西社会科学研究优秀成果三等奖。
15. “壮族原始数概念的‘一二五’模式”，《广西民族研究》（南宁）1999年第4期。
16. “壮泰民族传统文化基本特征的比较——壮泰传统文化比较总论之二”，《广西民族研究》（南宁）2000年第1期。此文于2002年获广西社会科学研究优秀成果三等奖。
17. “走在中南半岛‘屋脊’上——老挝散记”，《民族艺术》（南宁）2000年第2期。
18. “壮泰民族传统文化的发展前景——壮泰传统文化比较总论之三”，《广西民族研究》（南宁）2001年第4期。
19. “广西上林唐碑唐城学术研讨会综述”，《广西民族研究》2004年第2期。
20. “中国和印支半岛的瓯骆越人及其后裔”，载于车越乔、颜越虎主编：《越文化实勘研究论文集》，中华书局出版发行，2005年3月。
21. “壮泰族群的渊源”，《广西民族学院学报》哲学社会科学版，2005年第2期。
22. “《壮泰民族传统文化比较研究》在北京人民大会堂举行首发式”（新闻），载于同上书。
23. “‘特掘’、广西商周文化和骆越古都”，载于《乜掘，岜慈――大明山龙母揭秘》第82～104页，广西民族出版社，2006年3月版。
24. “武鸣马头与骆越古都”，《南宁晚报》2006年4月25日第46～47两版。
25. “有关瓯、骆的历史记载及考证”，《大明山的记忆――骆越古国历史文化研究》第－页，广西民族出版社，2006年12月版。
26. “广西覃氏祖源辨正”，《广西民族研究》2007年第3期。
27. “西瓯骆越新考”，《百越研究——中国百越民族史研究会第十三届年会论文集》第1—19页，广西科学技术出版社2007年10月版。
28. “瓯骆古都及其南迁”，《越文化实勘研究论文集》（二），科学出版社，2008年12月。
29. 《物化意念的精彩阐释——读玉时阶著《濒临消失的广西少数民族服饰文化》，《广西师范学院学报（哲学社会科学版）》2011年第4期。

### 文学类
1. “江青哭自己（双簧）”，1976年作于陕西周原。
2. “我听王力教授讲平仄”，《广西文史》2006年第2期。
3. “‘万寿公王’祭文”，上林县首届万寿节开幕式阅读。

### 发言稿与新闻稿
1. 《壮泰民族传统文化比较研究》中文版北京人民大会堂举行首发式（新闻搞）（2005年10月）
2. “壮族和泰族是同根生的民族”，（2006年4月8日）
3. “西瓯骆越新考（发言稿）”，百越民族史学会年会，（2007年12月10日上午）。
4. “拂去百越古道上的历史尘埃”，百色某学术研讨会，（2011年7月25日完稿）
5. “布洛陀与坤布隆比较刍议”，（年代地点不详）

### 未公开发表论文
1. “上林唐碑唐城考察漫记”
2. “正本《永乐大典失踪之谜》”
3. “上林师公文化概论”（与叶展新合撰）